# Dieter Preßmar
Dieter B. Preßmar (* 19. April 1936 in Büchenbronn, Kreis Göppingen; † 11. Dezember 2018) war ein deutscher Ökonom und emeritierter Professor für Betriebswirtschaftslehre (BWL), insbesondere Betriebswirtschaftliche Datenverarbeitung, an der Universität Hamburg. Er war Direktor des dortigen Instituts für Unternehmensforschung und des Instituts für Wirtschaftsinformatik.

## Leben

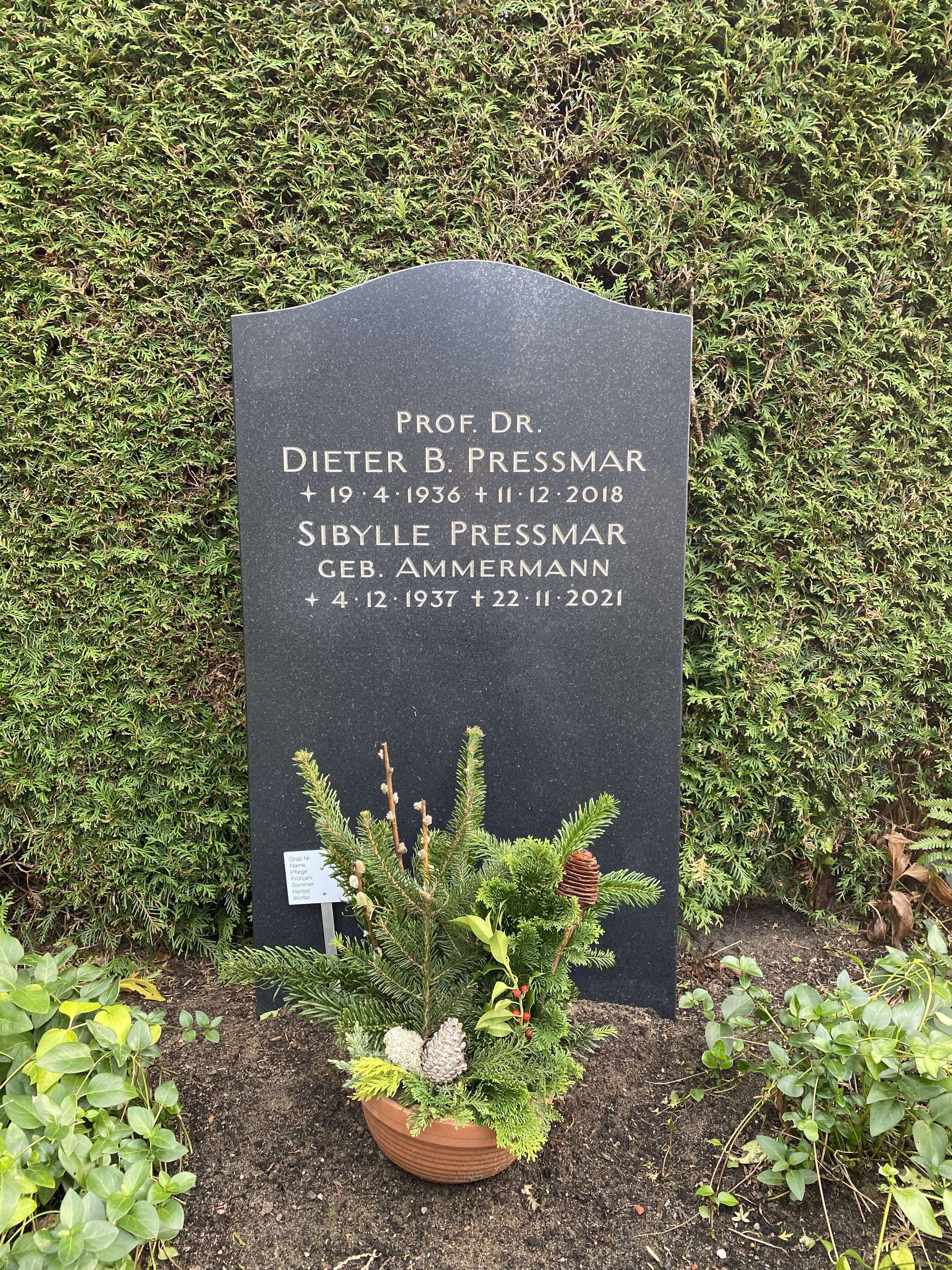
Grabstätte

Dieter Preßmar studierte zunächst an den Technischen Hochschulen in Stuttgart und München, wo er die Abschlüsse Dipl.-Ing. und Dipl.-Wirtschaftsing. erlangte. Er war Mitglied der Stuttgarter Burschenschaft Ghibellinia.
Zusammen mit seinem akademischen Lehrer Herbert Jacob ging Preßmar danach an die Universität Hamburg, an deren Wirtschafts- und sozialwissenschaftlicher Fakultät er 1968 zum Dr. rer. pol. promovierte. Seine Dissertation vom 5. März 1968 trug den Titel Die Kosten-Leistungs-Funktion industrieller Produktionsanlagen. Eine theoretische und empirische Untersuchung zur betriebswirtschaftlichen Produktions- und Kostentheorie. Seine Habilitation für Betriebswirtschaftslehre erlangte er ebenfalls in Hamburg mit einer Schrift zu dem Thema Theorie der dynamischen Produktionsplanung (1972).
1972/1973 war Preßmar kurzzeitig als Privatdozent für Betriebswirtschaftslehre an der Universität Hamburg tätig. 1973 folgte er dem Ruf auf den dortigen Lehrstuhl für Betriebswirtschaftslehre. Rufe aus Linz (1977) und Bern (1982) lehnte er ab. 1977/1978 sowie 1981 bis 1986 war er Direktor des Instituts für Unternehmensforschung der Universität Hamburg. Seit den 1970er Jahren beschäftigte er sich mit der betriebswirtschaftlichen Datenverarbeitung und begründete an der Universität ein diesbezügliches Seminar. Aus diesem ging 1995 das Institut für Wirtschaftsinformatik (IWI) hervor, dessen geschäftsführender Direktor er seitdem war. 2002 wurde er emeritiert.
Im Jahr 2001 veröffentlichten Bernd Jahnke und Friederike Wall als Herausgeber eine Festschrift anlässlich des 65. Geburtstages von Dieter Preßmar mit dem Titel IT-gestützte betriebswirtschaftliche Entscheidungsprozesse. Dieter Preßmar zum 65. Geburtstag. Preßmar starb im Dezember 2018 und wurde auf dem Hamburger Friedhof Groß Flottbek beigesetzt.

## Forschungsschwerpunkte
Dieter Preßmars Forschungsgebiet umfasste insbesondere die Betriebswirtschaftliche Datenverarbeitung.

## Auszeichnungen
- 14. Mai 2003: Ehrendoktor des Fachbereichs Wirtschaftswissenschaften der Universität Siegen.[9]

## Schriften (Auswahl)
- Dieter Preßmar (Hrsg.): Informationsmanagement. Gabler, Wiesbaden 1993, ISBN 3-409-17918-6.
- Dieter Preßmar / August-Wilhelm Scheer (Hrsg.): SAP R 3 in der Praxis. Neuere Entwicklungen und Anwendungen. Gabler, Wiesbaden 1998, ISBN 3-409-17935-6.